# Witzenhausen–Hedemündener Werratal

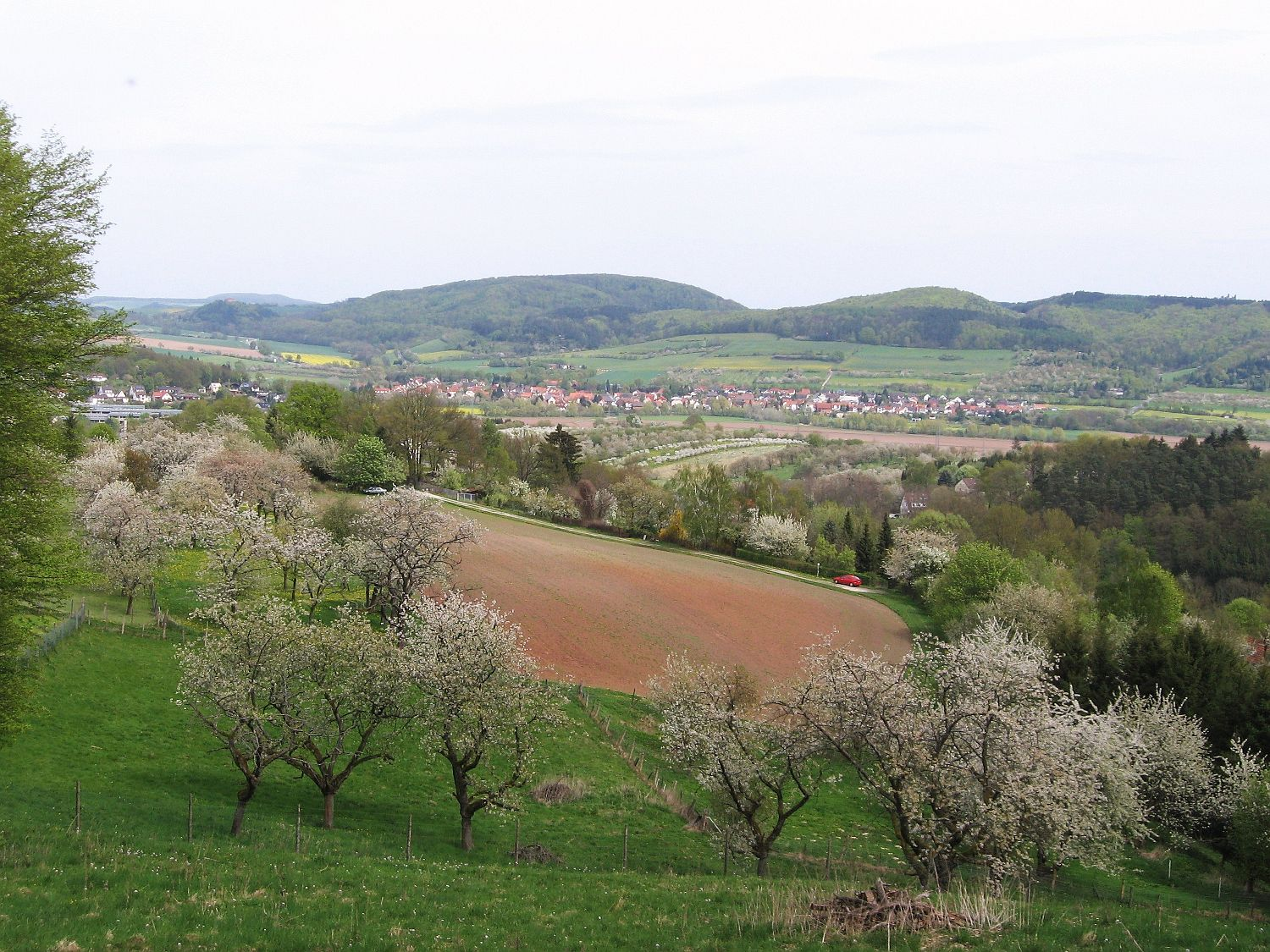
Das Werratal östlich von Witzenhausen

Das Witzenhausen-Hedemündener Werratal ist der nördlichste Teil des Unteren Werratales innerhalb des Naturraumes Unteres Werrabergland im Werra-Meißner-Kreis und im Landkreis Göttingen im Grenzbereich von Hessen und Niedersachsen (Deutschland).

## Geographische Lage
Der Abschnitt des Witzenhausen-Hedemündener Werratales beginnt oberhalb von Witzenhausen und endet nordwestlich von Hedemünden, einem Stadtteil von Hann. Münden, wo sich Werra und Fulda zur Weser vereinigen. Die Länge des Tales beträgt ungefähr 13 Kilometer in Nordwest-Südost-Richtung.

## Naturräumliche Zuordnung
Das Witzenhausen-Hedemündener Werratal wird wie folgt nach Blatt Kassel zugeordnet:
- (zu 35 Osthessisches Bergland)
  - (zu 358 Unteres Werrabergland)
    - 358.4 Witzenhausen-Hedemündener Werratal

## Natur

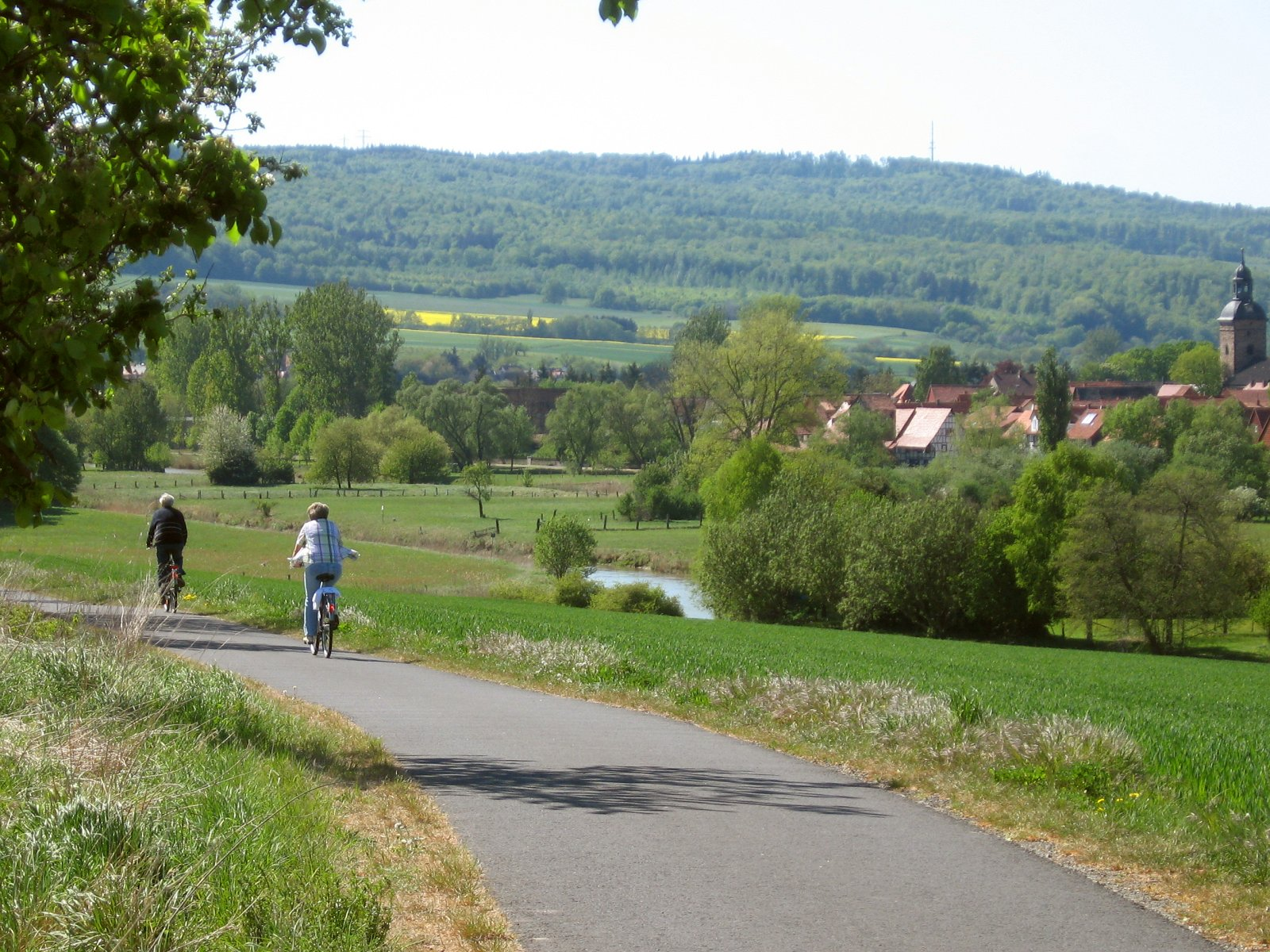
Radweg an der Werra bei Hedemünden

Das Witzenhausen-Hedmündener Werratal umfasst die flachen Tallagen der Werra und wird von folgenden, meist bewaldeten Erhebungen und Höhenzüge eingegrenzt:
- Dransfelder Hochflächen (Großer Kopf: 385 m) im Norden
- Sandwald (Kobelsberg: 378 m) im Nordosten
- Neuseesen-Werleshäuser Höhen (Ebenhöhe: ca. 320 m) im Osten
- Soodener Bergland (Sulzberg: 299 m) im äußersten Südosten
- Hinterer Kaufunger Wald (Rodeberg: 340 m) und Hochfläche des Kaufunger Waldes (Gebrannter Kopf: 380 m) im Südwesten

## Sehenswürdigkeiten
- Altstadt von Witzenhausen mit Völkerkundemuseum und Gewächshaus für tropische Nutzpflanzen
- Schloss in Ermschwerd
- Erlebnispark Ziegenhagen